# Museo civico del Risorgimento (Bologna)
Il museo civico del Risorgimento di Bologna. Il museo è dedicato alla storia del  Risorgimento italiano e alle vicende storiche che hanno portato all'Unità d'Italia. La sua collezione comprende documenti, oggetti, uniformi, armi, dipinti, sculture e fotografie che illustrano il periodo risorgimentale italiano.. La datazione dei reperti è ascrivibile a un periodo compreso tra la prima discesa di Napoleone in Italia (1796) e la prima guerra mondiale (1918), con particolare attenzione ai cimeli legati al territorio. Il Museo Civico del Risorgimento di Bologna è uno dei musei più importanti e visitati della città di Bologna e offre ai visitatori l'opportunità di conoscere meglio la storia e le vicende del Risorgimento italiano. Vi ha, inoltre, sede dell'Area Storia e Memoria di Bologna con portale e canale YouTube ufficiali presenti on-line.

## Storia
Venne inaugurato il 12 giugno 1893 in una sala appositamente del palazzo Galvani, nel centro della città. La sala, affrescata e decorata con i busti dei patrioti italiani e bolognesi, venne allestita con documenti e cimeli patriottici donati al comune da privati cittadini. L'idea della creazione del museo era seguita al successo ottenuto dal "Tempio del Risorgimento" realizzato a San Michele
in Bosco nell'ambito dell'Esposizione Emiliana del 1888. Fondatore e primo direttore fu l'ex-garibaldino Raffaele Belluzzi. Durante la prima guerra mondiale il museo raccolse testimonianze e memorie della "quarta guerra d'indipendenza" e soprattutto ricordi e documenti legati ai bolognesi caduti nel conflitto.
Chiuso nel 1943, dopo alterne vicende il museo venne riaperto nel 1975 con un diverso assetto espositivo: al "museo-sacrario" affastellato di reliquie, destinato a suscitare "commozione e reverenza" nel visitatore, si sostituì un museo rivolto particolarmente alle scolaresche. Nel 1990 il museo, affiancato dai depositi dei materiali museali e dalle strutture didattiche, venne trasferito nella sede attuale, al piano terreno della Casa Carducci, che fu l'ultima abitazione del poeta padre del mito del Risorgimento. Nell'occasione venne realizzato un nuovo percorso espositivo.

## Le esposizioni
Le vicende della città fanno da filo conduttore all'esposizione di cimeli, dipinti, armi, uniformi, bandiere, oggetti "patriottici" vari, corredati e completati da manifesti, stampe e opuscoli, provenienti dalla biblioteca annessa al museo. La biblioteca-archivio, specializzata in storia contemporanea (dalla fine del XVIII secolo alla seconda guerra mondiale), raccoglie migliaia di volumi, periodici, centinaia di fondi archivistici, carteggi, fotografie cartoline, documenti di storia postale e una ricca raccolta di tesi di laurea.
La datazione dei reperti parte dall'età napoleonica (1796-1814), e passa alla Restaurazione (1815-1848), per giungere alle Guerre d'indipendenza italiane (1848-1866) e ai primi anni dell'Italia unita (1861-1914). L'ultima sezione è relativa alla prima guerra mondiale (1915-1918). Tutta l'esposizione è centrata sugli avvenimenti legati a Bologna e al suo territorio. Completano le collezioni una sezione di filatelia e di storia postale.